# Massagris separata
Massagris separata là một loài nhện trong họ Salticidae.
Loài này thuộc chi Massagris. Massagris separata được Wanda Wesołowska miêu tả năm 1993.